# Daniel Marot
Daniel Marot, född 1661 i Paris, död den 4 juni 1752 i Haag, var en fransk protestant, som var arkitekt, inredningsarkitekt, mönsterritare (mönsterstickare) och gravör. Han gick i täten för den klassiska senare barocken i Ludvig XIV:s stil.
Han var son till arkitekten och gravören Jean Marot (I) och bror till arkitekten och gravören Jean Marot (II), som  arbetade som gravör med sin far och senare, efter att ha blivit katolik, arbetade som arkitekt i Bâtiments du Roi under åren 1686-1702.

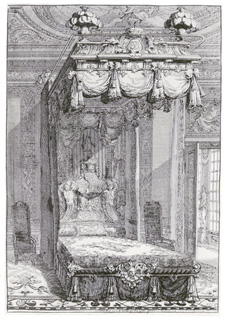
Daniel Marot, design för en praktsäng, gravyr publicerad i Second Livre d'Appartements n.d., omkring 1702.

Daniel Marot fortsatte faderns utgivarverksamhet. Han var hugenott och måste efter det nantesiska ediktets upphävande 1685 gå i landsflykt och slog sig ned i Amsterdam. I Nederländerna var han verksam som arkitekt och mönsterstickare. I oktober 1685 utfärdade Ludvig XIV ediktet i Fontainebleau. Det blev förbjudet att utöva någon annan religion än katolicismen, alla protestantiska och hugenottiska kyrkor revs eller stängdes. I Amsterdam blev han arkitekt för Vilhelm III av Oranien. Som Vilhelm III:s arkitekt ritade han även rumsdekorationer och möbler och planerade trädgårdar för Hampton Court Palace i England, där han verkade 1695-1696. Hampton Court Palace består egentligen av två delar. En del från 1500-talet, byggt av Thomas Wolsey och Henrik VIII. Den andra delen av slottet är den från sent 1600-tal som Vilhelm III och Maria II då lät bygga. 170 år efter det att Thomas Wolsey lät bygga slottet renoverade de nya ägarna Vilhelm III och Maria II halva slottet i barockstil. Renoveringen pågick från 1689 till 1694.
Daniel Marot ansluter sig till den sena franska hovbarocken stilmässigt. Hans verk, Œvres (Oeuvres) publicerades i flera upplagor och vann betydande spridning.

## Bérainornamentiken

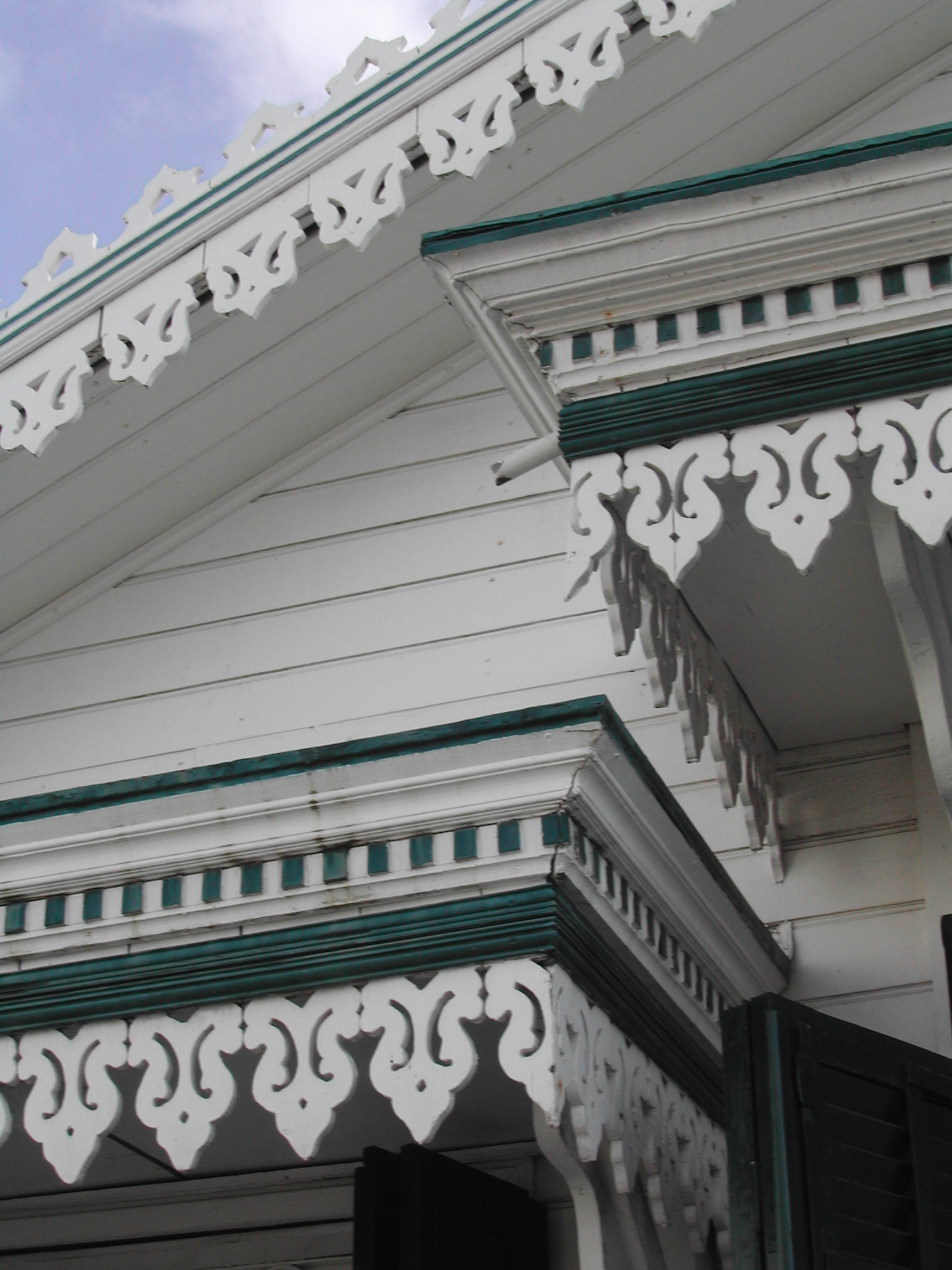
Lambrequin (lambrekänger).

Daniel Marot anknöt till senbarockens bérainornamentik efter den franske möbelarkitekten och ornamentstickaren Jean Bérain den äldre (1637-1711), en fransk dekoratör och designer, som ritade möbler och inredningar och dräkter för Ludvig XIV. Bérain lanserade dekorationsstilen. Enligt journalisten och författaren Britt Tunander i Illustrerat antiklexikon är bérainstilen en "ytornamentik med utgångspunkt i renässansens grotesker och består av blomsterrankor, akantusblad, lambrekänger, vaser, figurer med mera i symmetrisk uppbyggd komposition, alternativt av några av dessa motiv, insatta i ett grundmönster av växelvis brutna och C-formigt svängda band. Bérainornamentiken spreds via mönsterblad och kom att starkt påverka smakutvecklingen i Europa." Jean Bérain tog under barocken upp lambrekängen som ett dekorativt motiv i den så kallade Bérainornamentiken.

## Daniel Marot var lärjunge till Jean Bérain den äldre

Kröningsvagnen med skulpterad och målad dekor ritad av Jean Bérain (1640-1711). Kröningsvagnen finns på Livrustkammaren, Stockholm.

Daniel Marot tecknade förlagor till rumsdekorationer, arkitektur, trädgårdsanläggningar, vagnar, smide med mera samt till möbler och inredningsföremål såsom bord, stolar, taburetter, geridonger, lampetter, speglar och sängar. Marots mönsterstick fick stor betydelse för den europeiska senbarockens utformning och har bland annat påverkat den svenska guldbarockens möbelkonst. Guldbarocken eller hovbarocken var benämningar på den karolinska tidens italiensk- och franskorienterade barockstil med pompösa, rikt skulpterade, helförgyllda möbler.
Hans talrika ornamentstick varierar med stor duglighet Jean Bérains motiv och har säkert bidragit mycket till att sprida den senare Louis XIV-stils bandakantusverk över Europa. Jean Bérain kom själv att namnge den stil som genom honom kom att spridas bland alla europeiska hov. Daniel Marot var en av Jean Bérains främsta lärjungar. Den galavagn, som användes vid Karl XII:s kröning den 14 december 1697 i Stockholms Storkyrka, hade skulpterad och målad dekor, som var ritad av Jean Bérain. Nu finns galavagnen i Livrustkammaren i Stockholm. Guldbarocken eller hovbarocken var benämningar på den karolinska tidens italiensk- och franskorienterade barockstil med pompösa, rikt skulpterade, helförgyllda möbler. I Sverige introducerades stilen med guldbarocken av Nicodemus Tessin den yngre och Burchardt Precht. Marot är representerad vid bland annat Nationalmuseum i Stockholm.